# Безина, Александра Константиновна
Александра Константиновна Безина (Гладышева; 15 февраля 1932, Коломна — 23 августа 2020) — советский юрист, специалист по трудовым отношениям; выпускница юридического факультета Казанского государственного университета (1955); доктор юридических наук с диссертацией о советской судебной практике в правовом регулировании трудовых отношений (1980); профессор кафедры гражданского права и процесса юридического факультета КГУ; заслуженный деятель науки Республики Татарстан.

## Работы
Александра Безина является автором и соавтором более 110 научных публикаций, включая несколько монографий и учебных пособий; она специализируется, в основном, на правовых и социологических вопросах, связанных с анализом трудовых отношений, включая эффективность норм трудового права и роль судебной практики в совершенствовании российского трудового законодательства:
- «Вопросы теории трудового права и судебная практика» (Казань, 1976);
- «Индивидуально-договорное регулирование труда рабочих и служащих» (Казань, 1984) (в соавторстве);
- «Судебная практика в механизме правового регулирования трудовых отношений» (Казань, 1989).
- «Законы Республики Татарстан о труде» (1999, 2000, 2001).